# Alex Metzger
Sven Peter, né le 22 février 1973 est un sportif allemand pratiquant le bobsleigh.

## Palmarès

### Championnats monde
- Médaille d'or en bob à 4 en 2001.